# Agathemera mesoauriculae
Agathemera mesoauriculae är en insektsart som beskrevs av Camousseight 1995. Agathemera mesoauriculae ingår i släktet Agathemera och familjen Agathemeridae. Inga underarter finns listade i Catalogue of Life.